# Survio
Survio je česká společnost provozující stejnojmennou službu pro tvorbu a distribuci online dotazníků. Společnost funguje od roku 2008 a své služby poskytuje v 17 světových jazycích na principu softwaru jako služby (SaaS). S více než 3 miliony uživatelů (údaj platný k listopadu 2020) se řadí mezi 3 celosvětově nejrozšířenější dotazníkové nástroje. Survio také nabízí možnosti automatické analýzy odpovědí a sdílení výsledků.

## Historie

### Založení
Společnost Survio byla založena v roce 2008 Ondřejem Coufalíkem a Martinem Pavlíčkem, tehdy pod jménem Likeex. Od svého začátku byl hlavní náplní podnikání vývoj online aplikace pro tvorbu dotazníků. V roce 2009 se začala testovat druhá verze, nazvaná ANAsurvey. Tato platforma během 2 let nasbírala přes 2 000 uživatelů v Evropě, v USA a dalších státech. V roce 2011 byl projekt ANAsurvey ukončen a investice od společnosti Webnode v hodnotě 1,5 milionu Kč umožnila vznik značky Survio. Název Survio nese společnost i dotazníková platforma od roku 2012.

### Platforma Survio
Během prvního roku své existence (2011–2012) získala platforma Survio 100 000 uživatelů ze 124 zemí. V té době byla aplikace a nabídka služeb lokalizována do 11 jazyků. Ve stejném období byla překročena hranice jednoho milionu odpovědí nasbíraných prostřednictvím dotazníků v Surviu. Obrat v roce 2012 činil přibližně 8,5 tisíce EUR.

### Od roku 2020
V lednu 2020 dosáhlo Survio meziročního růstu 60% a ARR (Annual Recurring Revenue) vzrostl na 2 miliony EUR. Aplikace je lokalizována do 17 světových jazyků za účelem pokrytí 198 zemí, v nichž se Survio k tvorbě dotazníků používá. Společnost má sídlo v Brně. Zde se nachází také vývojářský tým, marketingové, produktové, a obchodní oddělení, vč. zákaznické podpory. K 31. 5. 2021 bylo v Surviu zaměstnáno 30 zaměstnanců.
V říjnu 2024 se Survio spojilo s Shopsys, Reservio a Smartsupp do holdingu s názvem Abugo.

## Služby
Uživatel služby má na výběr sestavení vlastního dotazníku nebo může využít předpřipravené šablony a tyto si dále upravovat. Typy nabízených otázek se různí, od výběrových, textových a seřazovacích až po maticové otázky, sémantický diferenciál nebo Net Promoter Score. Pokročilá nastavení služby umožňují logické přeskoky otázek, přesměrování respondentů na web zadavatele po vyplnění dotazníku nebo integrace s dalšími platformami (např. Google Sheets nebo Google Analytics). Platforma Survio není vyvíjena jako customizované řešení.[ujasnit]

Dotazníky může zákazník nabízet k vyplnění různými způsoby – hromadnou rozesílkou e-mailových pozvánek, přes sociální sítě, vložením dotazníku na web, pomocí URL odkazu nebo QR kódu. Formuláře bývají rovněž optimalizovány pro mobilní zařízení. Výsledky jsou automaticky zpracovávány do tabulek a grafů s možností filtrování a generování sestav do reportů v nejběžnějších formátech – pdf, docx, nebo pptx.
Online dotazníky jsou využívány v marketingových průzkumech (hodnocení spokojenosti zákazníků, hodnocení produktů / služeb, průzkumy trhu), v oblasti lidských zdrojů (dotazníky pro zaměstnance, průzkumy motivace, 360° zpětná vazba), vzdělávání (hodnocení předmětů / kurzů, průzkumy vybavenosti škol, spokojenost se stravováním ve školní jídelně), zdravotnictví (dotazníky spokojenosti pacientů, průzkumy fyzické kondice, hodnocení lékárny) nebo mezi eventovými agenturami (hodnocení firemních akcí, organizace zájezdů, plánování koncertů).
Survio poskytuje své služby v modelu Saas (Software as a Service neboli software jako služba). Software je poskytován  prostřednictvím internetu, bez nutnosti instalace či konfigurace na zařízení uživatele. Jeho obchodním modelem je tzv. freemium, tedy zpřístupnění určitých funkcí bezplatně všem zákazníkům a zpoplatnění nadstavbových funkcí. Dotazníková data se ukládají na cloudových úložištích a jejich přenos mezi zařízením uživatele a příslušnými servery je šifrovaný pomocí EV SSL certifikátu. Na lokální zařízení si uživatel stahuje exporty sestav a reporty, přímo vygenerované pro další srovnávání nebo statistické účely.

## SaaS movement
Survio spolu se společnostmi Smartlook a Smartsupp spolupořádá od roku 2018 odbornou konferenci SaaS movement. Ta má sloužit k setkávání odborníků ze SaaS prostředí, prezentaci trendů a sdílení know-how mezi SaaS projekty. Konference se v minulosti účastnily např. firmy Pipedrive, Avast, Kiwi.com nebo Cleverbridge.